# Concert voor orgel, strijkorkest en pauken (Leighton)
Het Concert voor orgel, strijkorkest en pauken, kortweg orgelconcert genoemd, is een compositie van de Britse componist Kenneth Leighton uit 1970.

## Geschiedenis
Leightons kennis met het orgel vond al vroeg plaats toen hij koorknaap was in Wakefield, zijn geboorteplaats. Het orgel neemt een ambivalente plaats in binnen zijn oeuvre. In slechts elf van zijn composities komt het muziekinstrument voor en dan nog meestal als begeleiding van een koor in zijn liederen voor de Anglicaanse Kerk. Het concert heeft dezelfde orkestratie als het orgelconcert van Francis Poulenc. De eerste uitvoering vond plaats in Cambridge in de kapel van King's College, David Willcocks dirigeerde het London Chamber Soloists met solist Robert Mumms.

## Muziek
Leighton schreef muziek die de romantiek als basis had. Dat is bij dit concert niet anders. Echter naast de tonaliteit past hij hier atonaliteit toe; hetgeen inhoudt dat er af en toe een dissonant in het werk opduikt. Naast deze dualiteit zit er in het tweede deel nog een bijzonderheid; het orgel speelt in de twaalfachtstemaat terwijl het strijkorkest in een vierkwartsmaat speelt. De 12/8-maat kent een klemtoon 1-2-3-4-5-6-7-8-9-10-11-12 (twaalf delen); de vierkwartsmaat 1-1½-2-2½-3-3½-4-4½ (8 delen). In het deel vormen de syncopen een belangrijk onderdeel.
Centraal thema binnen het concert wordt gevormd door de toonreeks aan het begin van het concerto; deze reeks komt steeds weer terug en vormt ook het eind van het concert. Een ander herkenbaar punt zijn de paukenslagen (meestal vier) die het werk een zekere drang meegeven; deze paukenslagen komen overigens niet veel voor.
Het heeft de klassieke driedelige opzet (snel, langzaam, snel) met allerlei tempoverschuivingen:
1. Lament (klaaglied): Adagio sostenuto – tempo giusto ma molto espressivo – tempo giutso sempre
2. Toccata: Allegro molto. Ritmico
3. Chorale and Variations (Koraal en variaties): Lento sostenuto – (sempre sostenuto) – piu mosso, agitato – Meno mosso – Tempo giusto. Con tutta forza – piu mosso, molto ritmico – un poco piu largo (piu libramente, ma non troppo) – andante con moto – un poco piu largo.

## Orkestratie
- kerkorgel
- pauken
- strijkinstrumenten

## Discografie en bron
- Uitgave Chandos: BBC National Orchestra of Wales o.l.v. Richard Hickox; een opname uit 2006 met organist John Scott